# Jens Spendrup
Jens-Fredrik Louis Spendrup, född 16 mars 1944 i Motala, är en svensk styrelseordförande, och tidigare VD, för familjeföretaget Spendrups. Han är son till disponent Jens-Fredrik Spendrup och Else, född Olsen, och far till Fredrik Spendrup, Johan Spendrup, Anna Spendrup, Sebastian Spendrup och Oscar Spendrup.

## Biografi
Jens Spendrup utbildade sig i företagsekonomi vid Stockholms Universitet 1965-1968. Han var ekonomichef vid Spendrups Bryggeri AB 1969-1976, styrelseledamot där sedan 1969 samt vd från 1976, då fadern dog, till 2011, då sonen Fredrik Spendrup tog över. Jens Spendrup blev istället styrelseordförande.
Spendrup blev tillträdde som ordförande för Svenskt Näringsliv 2013 och lämnade detta uppdrag 2016. Han var tidigare ordförande för Företagarna från 2010  och var ordförande i styrelsen för Stockholms Handelskammare fram till dess och styrelseledamot i flera andra näringslivsrelaterade organisationer, såsom Svenskt Näringsliv, Ratio, Livsmedelsföretagen, Stiftelsen Näringslivets fond, Sveriges Bryggerier.
Jens Spendrup blev i mars 2011 vald till styrelseordförande för Stockholms Konserthusstiftelse. Sedan 1990 är han bosatt på godset Nådhammar i Vårdinge socken, Södertälje kommun.

## Utmärkelser
- H.M. Konungens medalj i guld av 12:e storleken i Serafimerordens band (2012)
- Kungliga Patriotiska Sällskapets Näringslivsmedalj för framgångsrikt entreprenörskap, som bidragit till svenskt näringslivs utveckling. (2011)